# Hertha Odeman
Hertha Petréa Olsson Odeman, född 21 april 1890 i Malmö, död 27 februari 1977 i Stockholm, var en svensk författare.

## Biografi
Hertha Odeman var dotter till fastighetsägaren Jöns Olsson och Hanna Bengtsson. Odeman genomgick flickskola, var därefter guvernant och studerade vid handelsinstitut 1915–1916. Åren 1916–1918 var hon anställd som kassörska vid en bankirfirma i Malmö och Karlskrona och 1919–1927 som kontorist vid Svenska Telegrambyrån i Stockholm. Under tiden i Stockholm skrev hon en mängd noveller för Idun och Bonniers månadstidning. År 1928 återvände hon till Malmö och utgav 1930 två novellsamlingar i bokform, vilka innehöll folklivsskildringar i Victoria Benedictssons efterföljd. Odeman blev 1931 medlem i Sveriges författareförening.
År 1932 bosatte sig Odeman i Wien, där hon fortsatte sitt författarskap och levde ogift tillsammans med en österrikisk elektroingenjör, Felix. År 1939 återvände hon till Sverige eftersom fadern insjuknat. Hon tvingades stanna i Sverige på grund av krigsutbrottet och var från 1943 åter bosatt i Stockholm. Under beredskapsåren trycktes hennes böcker i nya upplagor och hon skrev även radiopjäser. Gunnar Skoglunds film Klockan på Rönneberga (1944) var baserad på hennes novell "Solskensnatten" (1930).
Efter krigsslutet började Odeman eftersöka sin livskamrat i Wien, med vilken hon tappat kontakten. Efter att hon fått underrättelse om att han dött i Auschwitz slutade hon att skriva. Ytterligare en novellsamling utkom dock 1948. Åren 1952–1960 var hon åter anställd som kontorist vid Svenska Telegrambyrån i Stockholm. Odeman blev därefter alltmer bortglömd, dels på grund av att hon tystnat som författare, dels på grund av att hennes böcker inte passade den tidsanda som rådde i Sverige under 1950- och 1960-talen. År 1981 sände dock Sveriges Television dramatiseringar av tre av hennes noveller, Himmelens stjärnor, I pjönaleken och Kung Jöns, med manuskript av Gertrud Hemmel och regi av Rune Formare. I samband med detta utkom även ett urval av Odemans noveller under titeln Himmelens stjärnor och andra skånska noveller (1981).

### Urval
- Himmelens stjärnor och andra skånska noveller. Malmö: Corona. 1981. Libris 7428274. ISBN 91-564-0939-7